# Семено-Сарское
Семено-Сарское — село в Комсомольском районе Ивановской области России, входит в состав Подозёрского сельского поселения.

## География
Село расположено в 3 км на юг от центра поселения села Подозёрский и в 30 км на север от райцентра города Комсомольск.

## История
Каменная церковь с колокольней в селе была построена в 1794 году на средства прихожан вместо бывшей ветхой деревянной церкви. Первоначально церковь была устроена с одним престолом в Честь Святителя и Чудотворца Николая и на ней была одна глава. В 1851 году она была значительно расширена и в ней устроены два теплые придела: Святых Апостолов Петра и Павла и во имя Великомученицы Екатерины, вместо одной главы на церкви поставлено пять глав. В 1894 году в селе была открыта церковно-приходская школа грамоты. 
В конце XIX — начале XX века село входило в состав Семеновско-Сарской волости Шуйского уезда Владимирской губернии. В 1859 году в селе числилось 44 двора, в 1905 году — 48 дворов.

## Население
| 1859 | 1905 |
| ---- | ---- |
| 218  | 271  |

| 1859 | 1905 | 2010 |
| ---- | ---- | ---- |
| 218  | ↗271 | ↘3   |

## Достопримечательности
В деревне расположена недействующая Церковь Николая Чудотворца.